# 3. svibnja
3. svibnja (3. 5.) 123. je dan godine po gregorijanskom kalendaru (124. u prijestupnoj godini).
Do kraja godine imaju još 242 dana.

## Događaji
- 1481. – Bajazid II. postaje sultan poslije smrti oca Mehmeda II.
- 1791. – Veliki Sejm Poljsko-Litavske Unije proglasio Trećesvibanjski Ustav, prvi u Europi i drugi u svijetu (iza američkoga).
- 1822. – Paulina Jaricot utemeljuje u Lyonu Djelo za širenje vjere.
- 1919. – Kraj Bavarske sovjetske republike u Münchenu.
- 1945. – Dan oslobođenja Rijeke od talijanske fašističke vlasti.
- 1968. – Nakon upada policije u Sorbonu, počinju neredi u pariškoj Latinskoj četvrti, koji prerastaju u revoluciju svibnja 1968.
- 1992. – U napadima na Slavonski Brod i u eksplozijama topničkih ili minobacačkih granata ispaljenih iz Bosne i od bombi izbačenih iz zrakoplova koji su uzletjeli sa zračnih luka u Srbiji i Bosni, poginulo je 16 osoba, od toga šestero djece, ranjeno je 60 osoba, od toga 30 teško. Samo u 1992. godini u Slavonskom Brodu poginulo je dvadesetsedmero djece.
- 2019. – Svečano otvoren obnovljeni Franjevački muzej u Vukovaru.
- 2023. – U pucnjavi u osnovnoj školi u Beogradu smrtno stradalo osmero djece i jedna odrasla osoba.

| - 1469. – Niccolò Machiavelli, talijanski književnik i političar († 1527.) - 1898. – Golda Meir, izraelska političarka († 1978.) - 1921. – Sugar Ray Robinson, američki boksač († 1989.) - 1933. – James Brown, američki glazbenik i glumac († 2006.) - 1942. – Julija Abakumovskaja, ruski mezzosopran - 1957. – Neven Budak, suvremeni hrvatski povjesničar - 1963. – Branko Meničanin, hrvatski glumac - 1991. – Carlo Acutis, talijanski blaženik († 2006.) - 1993. – Deni Černi, hrvatski paraolimpijac - 2003. – Florian Wirtz, njemački nogometaš | - 1481. – Mehmed II., turski sultan (* 1429.) - 1616. – William Shakespeare, engleski književnik, kazališni glumac i redatelj (* 1564.) - 1856. – Adolphe Adam, francuski skladatelj (* 1803.) - 1916. – Padraig Pearse, vođa irskog [Uskrsnog ustanka (* 1879.) - 1987. – Radoslav Akerman, hrvatski ginekolog židovskog porijekla (* 1907.) - 1998. – Gojko Šušak, hrvatski političar (* 1945.) - 2012. – Nenad Šarić, hrvatski glazbenik (* 1947.) - 2023. - Nikica Valentić, hrvatski političar i pravnik (* 1950.) - Jasmin Stavros, hrvatski pjevač (* 1954.) |

## Blagdani i spomendani
- Dan grada Orahovice
- Dan grada Vodica
- Dan grada Vukovara
- Dan ustava u Poljskoj
- Svjetski dan slobode medija